# Categoriae decem
Categoriae decem (Zehn Kategorien), auch Paraphrasis Themistiana genannt, ist eine lateinische Zusammenfassung der Kategorienschrift des Aristoteles. Sie wird u. a. auf das 4. Jahrhundert datiert und im Kreis um Themistius bzw. im neuplatonischen Kontext verortet und u. a. Vettius Agorius Praetextatus zugeschrieben. Bisweilen wird sie auch erst auf das 8. bis 9. Jahrhundert datiert, z. B. Remigius von Auxerre zugeschrieben. Traditionell wurde das Werk Augustinus zugeschrieben, was aber unhaltbar ist, wie bereits von den Herausgebern der Textausgabe von 1674 (wiederabgedruckt bei Migne) bemerkt wurde.
Um 370 beschreibt Augustinus den Enthusiasmus für die aristotelische Kategorienschrift in lateinischen Schulen, was sich, schließt man mit guten Gründen eine Verwendung des griechischen Textes aus, nur auf drei lateinische Editionen beziehen kann: die Kapitel in De nuptiis Philologiae et Mercurii von Martianus Capella, die (nicht überlieferte) Übersetzung von Marius Victorinus oder eben die Categoriae Decem. Auch Isidor von Sevilla (um 560 – 636) verwendet nicht die Übersetzung des Boethius, sondern Fragmente aus Cassiodorus (der selbst wiederum Boethius verwendete), Martianus Capella und den Categoriae decem.
Die Categoriae decem waren eine der wichtigsten Quellen für den frühen mittelalterlichen europäischen Logikunterricht, vor allem im 9. und 10. Jahrhundert. Das Werk wurde von Heiricus von Auxerre (ca. 835 – ca. 887) glossiert. Solange die genuine aristotelische Schrift nicht vorlag, wurden die Categoriae decem meist für eine vollständige lateinische Übersetzung derselben gehalten. Wichtigen Einfluss übten die Categoriae u. a. aus auf Johannes Scotus Eriugena, Ratramnus von Corbie, Fridugisus von Tours und vor allem Alkuin, der für die breite Verwendung im Rahmen des fränkischen Bildungssystems verantwortlich wird. Im 11. Jahrhundert nimmt der Einfluss der Categoriae decem ab, da die echte aristotelische Schrift in lateinischer Übersetzung zugänglich wird; jüngere lateinische Übersetzungen stammen u. a. von Boethius (510), einem anonymen Übersetzer des 9. oder 10. Jahrhundert und schließlich Wilhelm von Moerbeke (1266).